# Inkatha Vrijheidspartij
De Inkatha Vrijheidspartij (Engels: Inkatha Freedom Party, afgekort: IFP, kortweg Inkatha) (Zoeloe voor "kroon"), is een voormalige culturele beweging en sinds 1990 politieke partij in Zuid-Afrika. Het is de op vier na grootste partij in de Zuid-Afrikaanse Nationale Vergadering na het ANC, de DA, MK en de EFF, en bezit 17 van de 400 parlementszetels. In 1994 was dat nog 43.
De Inkatha-beweging werd opgericht in 1975 door Mangosuthu Buthelezi, die de partij tot 2019 leidde. Buthelezi was een voormalig lid van de ANC-Jeugdliga. Hij maakte van een al bestaande culturele Zoeloe-organisatie genaamd Inkatha (Inkatha yeNkululeko ye Sizwe; 'Vrijheidsnatie Inkatha') een politieke organisatie. De partij startte in KwaZoeloe-Natal en breidde zich al snel uit naar de provincies Transvaal, Oranje Vrijstaat en de West-Kaap. Buthelezi's IFP en het Afrikaans Nationaal Congres (ANC) werkten aanvankelijk nauw samen in hun strijd tegen apartheid. In de jaren 80 van de 20ste eeuw groeiden beide partijen echter uiteen en ontspon zich een felle strijd tussen het ANC, de IFP en andere anti-apartheidsorganisaties. De gevechten in de townships en het necklacing dateren uit die periode. 
De IFP zetelt sinds de eerste democratische verkiezingen in 1994 in de Nationale Vergadering. In de verkiezingen van 2024 won de partij 17 zetels, een stijging van 3 zetels tegenover de vorige verkiezingen in 2019.

## Verkiezingsuitslagen sinds 1994
| Jaar | stemmen   | %      | zetels |
| ---- | --------- | ------ | ------ |
| 1994 | 2.058.294 | 10,54% | 43     |
| 1999 | 1.371.477 | 8,58%  | 34     |
| 2004 | 1.088.664 | 6,97%  | 28     |
| 2009 | 804.260   | 4,55%  | 18     |
| 2014 | 441.854   | 2,40%  | 10     |
| 2019 | 588.839   | 3,38%  | 14     |
| 2024 | 618.207   | 3,85%  | 17     |